# مقاطعة راميتان
مقاطعة راميتان هي تقسيم إداري في ولاية بخارى في أوزبكستان. مركزها مدينة راميتان.